# Egidio Caporello
Egidio Caporello (ur. 8 czerwca 1931 w Padwie, zm. 18 lipca 2022 w Mantui) – włoski duchowny rzymskokatolicki, emerytowany biskup Mantui.
Święcenia prezbiteratu przyjął 10 lipta 1955 i został inkardynowany do diecezji padewskiej. Po święceniach kontynuował studia filozoficzne na Papieskim Uniwersytecie Gregoriańskim w Rzymie. 24 lipca 1982 został wybrany sekretarzem generalnym Konferencji Episkopatu Włoch i mianowany biskupem tytularnym Caprulae. Sakrę przyjął w katedrze padewskiej 19 września 1982 z rąk arcybiskupa Turynu kardynała Anastasio Alberto Ballestrero. 28 czerwca 1986 Jan Paweł II mianował go biskupem diecezjalnym Mantui. Ingres do katedry św. Piotra odbył 7 września 1986. W latach 1996–2001 w ramach konferencji episkopatu Włoch pełnił funkcję przewodniczącego komisji ds. kultury i edukacji; był również członkiem rady stałej. 13 lipca 2007 Benedykt XVI przyjął jego rezygnację złożoną ze względu na osiągnięcie wieku emerytalnego. Był współkonsekratorem podczas święceń biskupich swojego następcy, Roberto Bustiego.